# Cơ sở dữ liệu phân tán
Cơ sở dữ liệu phân tán (tiếng Anh: distributed database) là cơ sở dữ liệu mà ở đó, về mặt vật lý, dữ liệu được phân tán ra nhiều vị trí vật lý khác nhau trong cùng một hệ thống mạng máy tính.